# 金大班
《金大班》是改編自作家白先勇的短篇小說《金大班的最後一夜》的電視連續劇，2009年首播，由北京唐德国际文化传媒有限公司、福州新安影视动画有限公司聯合出品。

## 播出時間
| 所在地   | 播出日期       | 播出頻道                               |
| -------- | -------------- | -------------------------------------- |
| 中国大陆 | 2009年9月26日  | 江蘇城市頻道全國地面頻道首播。         |
| 中国大陆 | 2009年12月6日  | 浙江衛視、上海東方衛視全國衛星頻道首播 |
| 马来西亚 | 2009年10月12日 | 馬來西亞Astro双星華語戲劇頻道海外首播  |
| 臺灣     | 2009年12月8日  | 民視無線台全台首播。                   |
| 香港     | 2011年2月26日  | 無綫精選台首播。                       |
| 香港     | 2012年6月10日  | 高清翡翠台首播。                       |
| 香港     | 2013年1月2日   | 翡翠台首播。                           |

## 演員
| 演员   | 角色          | 粵配   |
| 周渝民 | 盛月如        | 蘇強文 |
| 范冰冰 | 金兆麗/金大班 | 鄭麗麗 |
| 方中信 | 郭世宏        | 陳欣   |
| 范文芳 | 任黛黛        | 梁少霞 |
| 黄少祺 | 金兆亮        | 陈廷轩 |
| 黃秋生 | 陳榮發        | 梁志達 |
| 蔡淑臻 | 盛月蓉        | 黃淑芬 |
| 秦 沛  | 盛文達        | 譚炳文 |
| 韩 曉  | 吳喜奎        | 林芷筠 |
| 王學圻 | 郁永喬        | 張炳強 |
| 戴春榮 | 金 母         | 黃鳳英 |
| 王佳佳 | 郁凱倫        | 羅杏芝 |
| 閻 娜  | 古思静        | 劉惠雲 |
| 于小慧 | 盛 母         | 蔡惠萍 |
| 楊千霈 | 朱 鳳         | 張頌欣 |
| 王 靜  | 凱倫母        | 許盈   |

## 製作團隊
- 編劇：夏美華
- 導演：鞠覺亮
- 制片人：范冰冰

## 大事記
- 2009年1月开机。

## 外部連結
- 新浪网——《金大班专题》 （页面存档备份，存于）
- TVB——《金大班專题》 （页面存档备份，存于）